# Шидлеффель, Густав Гейнрих
Густав Гейнрих Шидлеффель (1798—1859; нем. Gustav Heinrich Schüdlöffel) — лютеранский пастор, богослов, переводчик, педагог и писатель

 на эстонском языке.

## Биография
Густав Гейнрих Шидлеффель родился 2 (13) октября 1798 года в волости Йыэляхтме Эстляндской губернии; происходил из балтийских немцев. С 1817 по 1820 год учился в Императорском Дерптском университете на кафедре богословия. 
По окончании университетского курса совершил путешествие по Швеции, состоял несколько лет домашним учителем в Эстляндской и Лифляндской губерниях Российской империи, был с 1826 по 1827 год инспектором дворянского Вышгородского училища (Ritter und Domschule) в Ревеле, и с 1829 года состоял инспектором Зеглехтского евангелическо-лютеранского прихода Эстляндской губернии, а с 1847 года также пробстом Восточно-Гарриенского округа. 
В 1835 году Шидлеффель участвовал в работах по переводу Священного Писания на эстонский язык и много писал на эстонском языке (беллетристика, переводы с немецкого и др.). Внёс существенный вклад в изучение эстонского фольклора и, прежде всего, эстонской мифологии.
Густав Гейнрих Шидлеффель скончался 8 (20) декабря 1859 года в Ревеле.